# Lợn Hereford
Lợn Hereford, thường được gọi là Lợn Hereford Hog, là một giống lợn nhà có tên miêu tả màu sắc và hoa văn của nó, tương tự như giống Hereford của gia súc: màu đỏ với một khuôn mặt trắng. Có nguồn gốc từ Hoa Kỳ, Hereford là một loại rất hiếm của lợn được tạo ra từ việc tổng hợp các giống lợn khác như Lợn Duroc, Lợn Ba Lan Trung Quốc và có lẽ có một chút của Lợn Trắng Chester hoặc Lợn Hampshire. Giống lợn này được phát triển lần đầu tiên trong giai đoạn từ năm 1920 đến năm 1925 và vào năm 1934, cơ quan đăng ký chính thức của Hereford đã được khai trương.
Lợn Hereford đã được nuôi với hai mục đích chính là hiệu suất và màu đỏ-nâu và trắng độc đáo của nó, tương tự như các loại gia súc Hereford. Loài này luôn luôn phổ biến nhất ở vùng Trung Tây Hoa Kỳ, đặc biệt là Illinois, Iowa và Indiana. Loài này phát triển thành giống lợn chiếm đa số vào giữa thế kỷ 20, nhưng vào những năm 1960 số lượng lợn giống này giảm sút do sự thay đổi trong sở thích của các hoạt động thương mại ngành thịt lợn, tìm cách tránh xa lợn rừng thuần chủng và theo đường hướng lợn lai. Ngày nay, Bảo tồn giống vật nuôi Hoa Kỳ xếp giống lợn trong danh sách theo dõi của cơ quan này và ước tính khoảng 2.000 con lợn giống này hiện vẫn còn sống.
Lợn Hereford là một động vật khỏe mạnh thích hợp cho sản xuất rộng rãi hoặc chuyên sâu. Nó có tính khí ngoan ngoãn và phù hợp để sử dụng trong các chương trình 4-H và các chương trình tương tự. Giống lợn này có kích thước trung bình đến lớn và thường nặng từ 200 đến 250 pound (90 đến 110 kg) lúc 5 hoặc 6 tháng tuổi. Lợn nái trưởng thành nặng khoảng 600 pound (270 kg) và lợn đực thì nặng khoảng 800 pound (360 kg).